# Last Epoch
Last Epoch est un jeu vidéo d'action-RPG hack 'n' slash développé par le studio américain Eleventh Hour Games, sorti le 21 février 2024 sur PC.

## Histoire
Le jeu se déroule dans le monde d'Eterra sur plusieurs chronologies.

## Développement
La campagne Kickstarter de Last Epoch a réussi à atteindre son objectif, avec plus de 250 000 $.
En avril 2018, une démo jouable gratuite a été publiée dans le cadre du lecteur Kickstarter de Last Epoch. En avril 2019, la version bêta du jeu a été mise à disposition via Steam Early Access.
En décembre 2019, la sortie complète du titre, initialement prévue pour avril 2020, a été reportée au quatrième trimestre 2020. Après de multiples nouveaux reports, le jeu est sorti en février 2024.

## Réception critique
- IGN : 8/10[7]

## Voir également
- Diablo
- Path of Exile